# Byrd Moore
Byrd Moore (* April 1889 in Blackwater, Virginia, als William B. Moore; † 1949 im Wise County) war ein US-amerikanischer Old-Time-Musiker, der zahlreiche Aufnahmen als Begleitmusiker und auch als Leiter seiner eigenen Gruppe machte.

## Leben
Aufgrund von Moores nomadenhaftem Lebensstil ist sein Lebenswandel unklar. Er wurde aller Wahrscheinlichkeit nach 1889 in Virginia geboren. Sein ganzes Leben lang zog Moore durch Virginia, Kentucky und Tennessee. Seinen Lebensunterhalt verdiente er sich als Musiker und arbeitete nebenbei als Friseur. In den frühen 1920er-Jahren lebte Moore für einige Zeit in Whitesburg, Kentucky, wo er heiratete.
Bereits kurze Zeit später lebte er eigene Zeit mit der Familie von Fiddlin’ Powers zusammen und brachte Carrie Belle Powers bei, Gitarre zu spielen. Mitte der 1920er-Jahre spielte er regelmäßig dem Banjo-Spieler Dock Boggs im Wise County zusammen. Insgesamt war Moore als Gitarrist ein gefragter Begleiter. Er spielte oft mit Clarence Ashley (Gitarre/Banjo) und Clarence Greene (Fiddle) zusammen; beide Musiker waren später Teil seiner Stringband Byrd Moore and the Hot Shots.
Am 22. Juni 1928 machte Moore in Richmond, Indiana, mit einem unbekannten Banjo-Spieler für Gennett Records seine ersten Aufnahmen. Wie Moore an Gennett geriet, ist unklar. Auf dieser Session wurden unter anderem Bully of the Town, Careless Lover, Harvey Logan und All Night Long eingespielt. Eine zweite Session im Herbst des Jahres brachte noch einmal die beiden Stücke Snack ’Em Back Blues und Back Water Blues für Gennett.
Im April 1929 machte er dann Aufnahmen mit seinem Freund Melvin Robinette. Zur gleichen Zeit trat er mit dem Duo Burnett and Rutherford in der Umgebung von Monticello, Kentucky, auf. Insgesamt machte Moore zwischen 1928 und 1932 zahlreiche Aufnahmen als Begleitmusiker für Clarence Greene, Earl Johnson oder Jess Johnston und hielt für Columbia Records im Herbst 1929 auch eine Session mit den Hot Shots ab.
Seine letzten Aufnahmen machte Moore im August 1932 mit seinen Hot Shots, die nun aber aus anderen Musikern bestanden. Von den vier eingespielten Songs wurden lediglich zwei (Spring Roses/O Take Me Back) bei Champion Records veröffentlicht. In den frühen 1930er-Jahren lebte er in Esserville, Virginia, mit seiner Frau, einer Schwarzmarkthändlerin, zusammen. In den 1940er-Jahren nahm Moores Alkoholkonsum stark zu – wahrscheinlich hatte er auch Diabetes. Sein Gesundheitszustand verschlechterte sich rapide, und schließlich gab er 1942 die Musik auf. Seine letzten Jahre verbrachte er im Wise County Poorhouse, einem Armenhaus, wo er Berichten nach 1949 starb.

## Diskografie
Aufnahmen bei Gennett wurden im Nachhinein unter Pseudonymen auch bei Conqueror Records, Challenge Records, Champion Records und Superior Records veröffentlicht.
| Jahr                    | Titel | #       | Anmerkungen                                                            |
| ----------------------- | --- | ------- | ---------------------------------------------------------------------- |
| Gennett Records         | |         |                                                                        |
| 1928                    | Hobo’s Paradise / Harvey Logan | 6549    |                                                                        |
|                         | Mama Toot Your Whistle / Bed Bugs Makin' Their Last Go Round | 6586    |                                                                        |
|                         | All Night Long / Back Water Blues | 6686    |                                                                        |
|                         | The Bully of the Town / Snatch 'Em Back Blues | 6763    |                                                                        |
|                         | Birmingham Jail / When the Snowflakes Fall Again | 6841    | als Robinette and Moore                                                |
|                         | Flop Eared Mule / Last Days in Georgia | 6884    | als Robinette and Moore                                                |
|                         | Favorite Two Step / That Old Tiger Rag | 6957    | als Robinette and Moore                                                |
|                         | Mama Don’t Allow No Hangin' Around / Careless Lover | 6991    | als Robinette and Moore                                                |
| 1929                    | Good Bye Sweetheart / Down on the Farm | 7068    | B-Seite von Asa Martin & Fiddlin’ Doc Roberts; als Robinette and Moore |
| Columbia Records        | |         |                                                                        |
|                         | Careless Lover / Three Men Went a-Huntin‘ | 15496-D | als Byrd Moore and his Hot Shots                                       |
|                         | Frankie Silvers / The Hills of Tennessee | 15536-D | als Byrd Moore and his Hot Shots                                       |
| Champion Records        | |         |                                                                        |
|                         | Pig Angle / Cincinnati Rag | 16357   | als Moore and Greene                                                   |
|                         | Killin' Blues / My Trouble Blues | 16469   | mit Jess Johnston                                                      |
|                         | Spring Roses / O Take Me Back | 16498   |                                                                        |
| Superior Records        | |         |                                                                        |
|                         | Jake Leg Blues / Got the Guitar Blues | 2559    | als Bert Moss                                                          |
| Unveröffentlichte Titel | |         |                                                                        |
| 1928                    | - How I Got My Wife - Way Down in Florida on a Bum - On the Banks of the Old Tennessee | Gennett |                                                                        |
| 1930                    | - Lay Down Baby Blues - Pride of the Ball - In the Hills of Old Tennessee - West Virginia Sally Ann - Eagle Rock - The Lonesome Valley - Frankie Silver’s Confession - Boatman’s Dance - The Up North Blues | Gennett |                                                                        |
| 1930                    | - Lovin’ Blues - Root Hog or Die - It Might Have Been Worse | Gennett |                                                                        |
| 1932                    | - Take a Circle Around the Moon - When I Walk Into Your Parlor | Gennett |                                                                        |